# ゆかいな海賊大冒険
『ゆかいな海賊大冒険』（ゆかいなかいぞくだいぼうけん、The Big Adventure of The Fantastic Pirates ）は、日本のミュージカル。1982年・1983年・1984年に上演された。演出・主演 ： 千葉真一。ジャパンアクションクラブ（JAC）のメンバーをメインキャストとした作品である。

## 解説
1981年に千葉真一が演出した『スタントマン物語』に続く、JACミュージカルの第2回作品。当初千葉は深作欣二に演出を依頼していたが、スケジュール調整がつかなかったため、新宿コマ劇場の要望で千葉が演出することとなった。1982年の公演では新宿コマ劇場の新装開場記念として、ダグ・ヘニングのニューアメリカンマジックショー（イリュージョン）と同時上演だった。新宿コマ劇場はこの時、「夏休み期間のため内容をファミリー向けにして、イリューションを劇に入れてほしい」と千葉へ注文つけていたが、ストーリーとイリュージョンがどうしても噛み合わないことから、千葉はフィナーレの30分間にまとめてイリュージョンを行う苦渋の演出をしている。本作は1983年に梅田コマ劇場で再演、1984年の新宿コマ劇場における三演では一部の配役を除き、A, Bキャストに振り分けられたが（#キャスト・#上演）、3年間にわたって満員御礼となる記録的な成功を収めた。

## スタッフ
- 演出 ： 千葉真一

- 企画監修 ： 深作欣二
- 作・作詞 ： 青井陽治
- 補綴 ： 安永貞利
- 演出協力 ： 高須準之助（1982年）
- 演出補 ： 新美正雄（1984年）
- 音楽 ： 樋口康雄・宮川晶
- 音楽プロデューサー ： すずきまさかつ
- 装置 ： 石浜日出雄
- 振付 ： 謝珠栄・矢倉鶴雄
- パントマイム振付 ： ヨネヤマ・ママコ・あらい汎
- 照明 ： 原信広（1982年）・鳥居秀行（1984年）
- 殺陣 ： 菅原俊夫・西本良治郎
- スタント指導 ： 中牟田了
- 衣装 ： 神取宏全
- 音響効果 ： 八幡泰彦
- 声楽指導 ： 島田敬穂
- 特殊装置 ： 秋山清次
- 調音 ： 野田幸一
- 制作 ： 北村三郎・中野賀啓
- 制作協力 ： サニー千葉エンタープライズ

## ストーリー
大嵐の海に海賊船が姿を現した。海賊・ダイダロス船長とその手下たちは、稲妻が光り雷鳴の轟く真っ只中を、平然と歌いながらやってくる。船は島に着き、ダイダロスたちは降りてきた。海賊たちは陸に上がり宴をしながら、嵐が去るのを待っていた。嵐も収まり、船を出航させようとみな乗り込むが、ダイダロスは一番可愛がっている一の手下・イカロスに「ここに残れ」と告げる。

## キャスト
パンフレットの表記順。1982年・1983年はAキャストのみで、1984年はA, Bキャスト2通りで公演された。
| 役名                               | Aキャスト  | Bキャスト  |
| ---------------------------------- | ---------- | ---------- |
| ダイダロス（海賊船の船長）         | 千葉真一   | 千葉真一   |
| ミランダ（王女）                   | 志穂美悦子 | 佐藤実里   |
| イカロス（若い海賊）               | 真田広之   | 山本亨     |
| ヨナタン（王子）                   | 黒崎輝     | 渡洋史     |
| 鷲の精                             | 大葉健二   | 真田広之   |
| ピラゴラス（王様）                 | 多々良純   | 多々良純   |
| カルメン（海賊船の食事係）         | 楠トシエ   | 楠トシエ   |
| ペパロニ（侍従長）                 | 人見明     | 人見明     |
| クレオパトラ（金の波頭亭の女主人） | 舞小雪     | 舞小雪     |
| ペンタゴング（長官）               | 田中浩     | 田中浩     |
| クレア                             | 嶌田久美   | 志穂美悦子 |
| ナンダ（長官の部下）               | 潮健児     | 黒崎輝     |
| ガニメデス（海賊）                 | 西田良     | 西田良     |
| パキータ（ペパロニの娘で侍女）     | 森永奈緒美 | 森永奈緒美 |
| スカンポ（道下師）                 | 千葉真一   | 千葉真一   |
| パンタグロス（魔術師）             | 千葉真一   | 千葉真一   |

## 上演
- 1982年8月7日 - 9月12日、新宿コマ劇場、第2回JACミュージカル[2] ※ダグ・ヘニングのニューアメリカンマジックショーと同時上演
- 1983年3月25日 - 4月10日、梅田コマ劇場、第3回JACミュージカル[5]
- 1984年3月24日 - 4月17日、新宿コマ劇場、第4回JACミュージカル[6]

## 媒体
- 『ゆかいな海賊大冒険』（LPレコード）千葉真一・志穂美悦子・真田広之・黒崎輝・JAC、EPICソニー、1982年。28-3H-66。
- （パンフレット）『ゆかいな海賊大冒険』、千葉プロモーション、1984年3月24日。